# 埼玉新都心
もしかして
- さいたま新都心

ではありませんか？